# Ordem Maçónica da Libéria
A Ordem Maçónica da Libéria, é uma organização fraternal com base nos princípios da Maçonaria.

## Origens
Foi trazida para a Libéria por ex-escravos dos Estados Unidos, que eram "devolvidos" para África sob os auspícios da American Colonization Society, que no século IX, era um grupo americano, que defendeu a libertação dos escravos Afro-americanos. O conhecimento dos ex-escravos da Maçonaria, tinha que ter sido adquirida de forma encoberta, como eles não eram elegíveis para a admissão para a organização e seus rituais não estavam abertas a pessoas de fora.[carece de fontes?] Os membros desta Ordem, não são considerados como "regular" pela maioria dos maçons da mainstream da Grandes Lojas.[carece de fontes?]

## Desenvolvimento
A Grande Loja da Libéria, é a Antiga, Livres e Aceites Loja Maçónica, que foi fundado em 1867. Na década de 1970, havia 17 Lojas subordinadas e a maioria, dos cargos altos funcionários da Libéria, foram maçons.

## Domínio político
Questões de Estado, são amplamente acreditado para ter sido tratado nas Lojas. Ser um Maçon, foi um verdadeiro pré-requisito para os cargos de liderança política no True Whig Party, que há mais de um século, foi apenas uma organização jurídica da nação política. Maçons Liberianos, foram criticados por isso, bem como a exclusão de liberianos indígenas de suas posições. Na Libéria, a Maçonaria tornou-se associado com a elite Américo-Liberiana. Os membros das tribos locais foram apenas convidados para a ordem em virtude de sua educação e sendo promovida por famílias Américo-Liberianas.

## Repercussão
Após o Sargento Mestre Samuel Doe ter assumido o coup d'etat, em 1980, o monopólio político anteriormente detidas pelos Américos-Liberianos, foi destruída e a influência da Ordem Maçónica na Libéria foi muito diminuída.

## Guerra civil na Libéria
Durante a Primeira Guerra Civil da Libéria, a Loja do Palácio em Monróvia palácio foi palco de muitas batalhas, e suas ruínas se tornou o lar de 8.000 okupas.. Os maçons conseguiram expulsá-los em 2005 e há planos para reconstruir a Loja.